# 장내구균
창자알균(Enterococcus, 고대 그리스어: έντερο -) 또는 장알균 또는 장구균 또는 장내구균은 후벽균문에 속하는 유산균의 일종이다. 그람 양성 구균이며, 종종 쌍구균이나 짧은 연쇄상구균으로 나타나 기타 연쇄상구균과 형태학적으로 구분하기는 어렵다. 사람에게서 편리 공생을 하는 종으로는 엔테로코커스 패칼리스(E. faecalis)와 엔테로코커스 패시움(E. faecium)이 있는데 이 중 전자가 90~95%, 후자가 5~10%를 차지한다. E. casseliflavus, E. gallinarum, E. raffinosus도 사람을 감염시킬 때가 있다.

## 계통학
조건혐기성 미생물로, 산소가 풍부한 환경이나 산소가 없는 환경에서도 잘 호흡할 수 있다. 포자를 만들지는 않으나, 상당히 넓은 기온폭(10~45 °C)이나 pH(4.5~10.0)에서도 생존할 수 있고, 염화 나트륨 농도가 높은 환경에서도 생존 가능하다.
양 혈액 한천 배지에서 감마 용혈성을 보인다.

### 역사
장내구균속은 1984년 이전에는 연쇄상구균 D군으로 분류되었으나, 유전체 분석을 통해 별도의 속으로 분류할 것이 제안되어 받아들여졌다. 4억 2천 5백만 년 전에서 5억 년 전 사이에 진화하였다.

## 병리학
요로감염증, 균혈증, 감염성 심내막염, 게실염, 수막염, 특발성 세균성 복막염 등이 나타날 수 있는데, 이 중 요로감염증은 엔테로코커스 패칼리스에 의해 감염되었을 때 나타난다. 항생제에 민감한 균주의 경우 암피실린, 페니실린, 반코마이신 등의 항생물질로 치료할 수 있다. 요로감염증의 경우 반코마이신 저항성을 띄더라도 니트로푸란토인을 투여함으로써 치료할 수 있다.

### 수막염
장내구균성 수막염 역시 드물게 발생한다. 정맥이나 수막공간내에 반코마이신을 직접 투여하기도 하는데, 이 방법이 유의미한 치료 효과를 내는지에 대해선 아직 의견이 분분하다. 신경계에 삽입된 보조 기구가 있다면 이를 제거해야 한다. 최근의 역학 조사 결과는 장내구균이 만성 세균성 복막염의 주된 원인일 가능성을 보여준다. 전립선에 미생물막을 형성하여 발기부전을 야기하기도 한다.

## 항생제 저항성
본래 높은 항생제 저항성을 가지는 이유로 학계의 주목을 받고 있다. 일부 장내구균은 페니실린, 세팔로스포린, 카바페넴 등 베타-락탐계열 항생제을 비롯하여 아미노글리코사이드 다종에 대한 내성을 가지고 태어난다. 또한 지난 20년간 미국 등지에서 반코마이신에 대한 내성을 가진 균주(반코마이신 내성 장내구균, VRE)에 의한 원내감염이 보고되고 있다. 영국 등의 다른 선진국에서는 유행병으로 발전하기도 했는데, 실제로 2005년에 싱가포르에서 반코마이신 내성 장내구균 유행이 발생하여 진압되기도 하였다. 퀴누프리스틴/달프로프리스틴계열의 약제를 통해 70%정도 치료할 수 있다. 리팜피신, 타이제사이클린 역시 치료 효과를 볼 수 있다.

## 수질
장내구균에 의한 오염은 그 정도가 낮더라도 항상 주지되고 있다. 일례로 하와이를 비롯한 미국 대부분에서 5주동안 평균적으로 35개의 콜로니가 100mL의 물에서 발견될 때, 주 당국은 해안가에 경고를 내릴 수 있다. 2004년에는 공공 해수에 대한 미연방 수질표준에서는 분변 대장균과 비슷한 정도로, 공공 담수에 대한 표준에서는 대장균과 비슷한 정도로 주의가 요구된다. 도시 하수에서 발견되는 병원성 미생물들 중 분변 대장균보다 더 높은 위험성을 가지고 있다고 여겨지기도 한다.

## 같이 보기
- 창자
- 반코마이신 내성 창자알균